# Berstett
Berstett je občina v departmaju Bas-Rhin francoske regije Alzacija.
Leta 2008 je v občini živelo 2.209 oseb oz. 124 oseb/km².